# Horn Lajos (labdarúgó)
Horn Lajos (Budapest, 1883. november 8. – Budapest, 1945. január 4.)  labdarúgó, hegymászó, síelő, síoktató, sziklamászó, turisztikai szakíró, gépész főmérnök.

## Élete
1883. november 8-án született. Apja Horn Lajos Frigyes, pesti német nagykereskedő, vagyona elvesztése után a Dreher Antal Kőbányai Serfőzde nemzetközi levelezője. Anyja Gruber Mária Magdolna.
Budapest 1945. január 4-i bombázása alatt vesztette életét, miközben a rá jellemző bátorsággal az óvóhelyen rekedtek számára vízért igyekezett.

## Pályafutása
1900–1904 között az FTC labdarúgója, hátvéd volt. Játszott többek között az FTC első nemzetközi mérkőzésén.
Más sportágakban is kiemelkedő teljesítményt ért el. Diákkorában szinte valamennyi hazai sportban kipróbálta magát. Egész életén át a hegymászás, a turisztika elkötelezettje volt. A Budapesti Egyetemi Turista Egyesület, majd az MTE Egyetemi osztályának hegymászója, sziklamászója volt. Serényi Jenővel és Wachter Jenővel a legendás Tátrai Triász tagja (1906–1907). Serényivel, Wachterrel, a Komarniczki fivérekkel, Fodor Károllyal, és Kátai Ernővel több első megmászás fűződik a nevéhez a Tátrában. Wachter tragikus balesete után a túrázást és a síelést helyezte előtérbe. 1913-ban alapító tagja, alelnöke, majd ügyvezető elnöke volt a Magyar Sí Szövetségnek. Létrehozója, és működtetője volt az Egyetemi Turista Egyesület galyatetői menedékházának. 1918–1938-ig főtitkára volt a Magyar Hegymászók Egyesületének. A Magyar Turista Szövetségben tanácstag (1921–1922), társelnök (1924–1929) és alelnök (1930–1935) volt.
Turisztikai szakíróként, lapszerkesztőként sok írása megjelent a Turistaság és Alpinizmus, a Turisták Lapja, a Turista Közlöny, a Nemzeti Sport, a Budapesti Hírlap, az Österreichische Alpenzeitung és az MKE Évkönyvei című kiadványokban.

## Sikerei, díjai
Ferencvárosi TC
- Magyar bajnokság
  - ezüstérmes: 1902, 1904
  - bronzérmes: 1901